# Aarón Ñíguez
Aarón Ñíguez Eslapez (ur. 26 kwietnia 1989 w Elx) – hiszpański piłkarz występujący na pozycji pomocnika. Jest wychowankiem klubu Valencia CF.
Aarón występował w ME do 17 roku życia w 2006 roku, gdzie został czwartym strzelcem mistrzostw z dorobkiem trzech bramek.
Od 2007 roku jest wypożyczany z Valencii do innych klubów. W 2007 roku trafił do Xerez CD. W pierwszej połowie 2008 występował w Iraklisie Saloniki. W sierpniu 2008 roku przeszedł na wypożyczenie do Rangers. Z kolei w latach 2009–2010 grał w Celcie Vigo, a w 2010 roku odszedł do Recreativo Huelva. W latach 2011–2013 grał w UD Almería, a w latach 2013–2015 - w Elche CF. Latem 2015 przeszedł do SC Braga. W 2016 trafił do CD Tenerife.